# Binji
Binji é uma Área do governo local em Socoto, Nigéria. Sua sede é na cidade de Binji.
Possui uma área de 559 km² e uma população de 105.027 no censo de 2006.
O código postal da área é 853.